# Gál István (püspök)
Gál István (?, 1621 – Németújvár, 1668) a Dunántúli Református Egyházkerület püspöke 1662-től haláláig.

## Életútja
Gál Imre püspök fia. Tanulását a veszprémi iskolában kezdte. Édesapja halála (1655) után a veszprémi prédikátorságra hivatott meg, ahol seniorságot is viselt és 1662 végén vagy 1663 elején a püspöki hivatalra emeltetett. Meghalt 1668-ban és a német-újvári templomban temettetett el.
Fennmaradt egy nyomtatott oklevele, amelyet Chok Mózses szent-király-szabadi prédikátor felszentelésekor, 1663. június 17. keltezett; Tóth Ferenc egész terjedelmében közli.